# Leni Mengelberg
Helena Edmunda Maria (Leni) Mengelberg (Utrecht, 8 augustus 1903 - Amsterdam, 1 januari 1984) was een Nederlandse die samen met haar echtgenoot Lou Lichtveld  onder het pseudoniem Marion Bekker kookboeken schreef.

## Biografie
Leni Mengelberg was een lid van de familie Mengelberg. Op 20 juli 1927 trouwde ze Lou Lichtveld, alias Albert Helman. Ze kregen drie kinderen: Cecilia (1928-2018), Noni (1929-2017) en Peter Lichtveld (1930-2010). Het gezin verhuisde in 1932 naar Sant Cugat del Vallès in Barcelona waar Lichtveld werkte als correspondent. Om geld te besparen verbouwde ze groenten. Om geld te verdienen schreven ze onder het collectief pseudoniem Marion Bekker kookboeken. Het was geen gelukkig huwelijk: Lichtveld had meerdere buitenechtelijke relaties, maar omdat ze financieel van hem afhankelijk was, bleef Mengelberg zijn manuscripten uittypen en onderhield ze het contact met de uitgevers. In oktober 1936, na het uitbreken van de Spaanse Burgeroorlog, keerde ze met de kinderen terug naar Nederland, terwijl Helman deelneemt aan de oorlog en vervolgens naar Mexico vlucht. In 1939 keerde hij terug naar Nederland, waar in juni de echtscheiding werd uitgesproken. In september hertrouwt Helman.
In 1940 trouwde Mengelberg de Amsterdamse stadsarchitect Benjamin Merkelbach. Tijdens de oorlogsjaren zat het gezin ondergedoken in Landsmeer met haar broer Karel en zijn vrouw Rahel, schrijvers Maurits Dekker en Willem de Geus, schilder Wim Schuhmacher, fotograaf Carel Blazer, graficus Jan Bons en Hanny Veldkamp, logopediste van de Amsterdamse Toneelschool. Haar oudste dochter Cecilia publiceerde in 2002 het boek "Tussen doktershuis en stropaleis" over deze periode.
Op haar aandringen ging Merkelbach in 1957 in op het verzoek van de gemeente Amsterdam om Huize Frankendael als dienstwoning aan te nemen. Dit sterk vervallen, 17e-eeuwse pand gaf namelijk de mogelijkheid om een grote tuin te onderhouden.